# Ren Rong

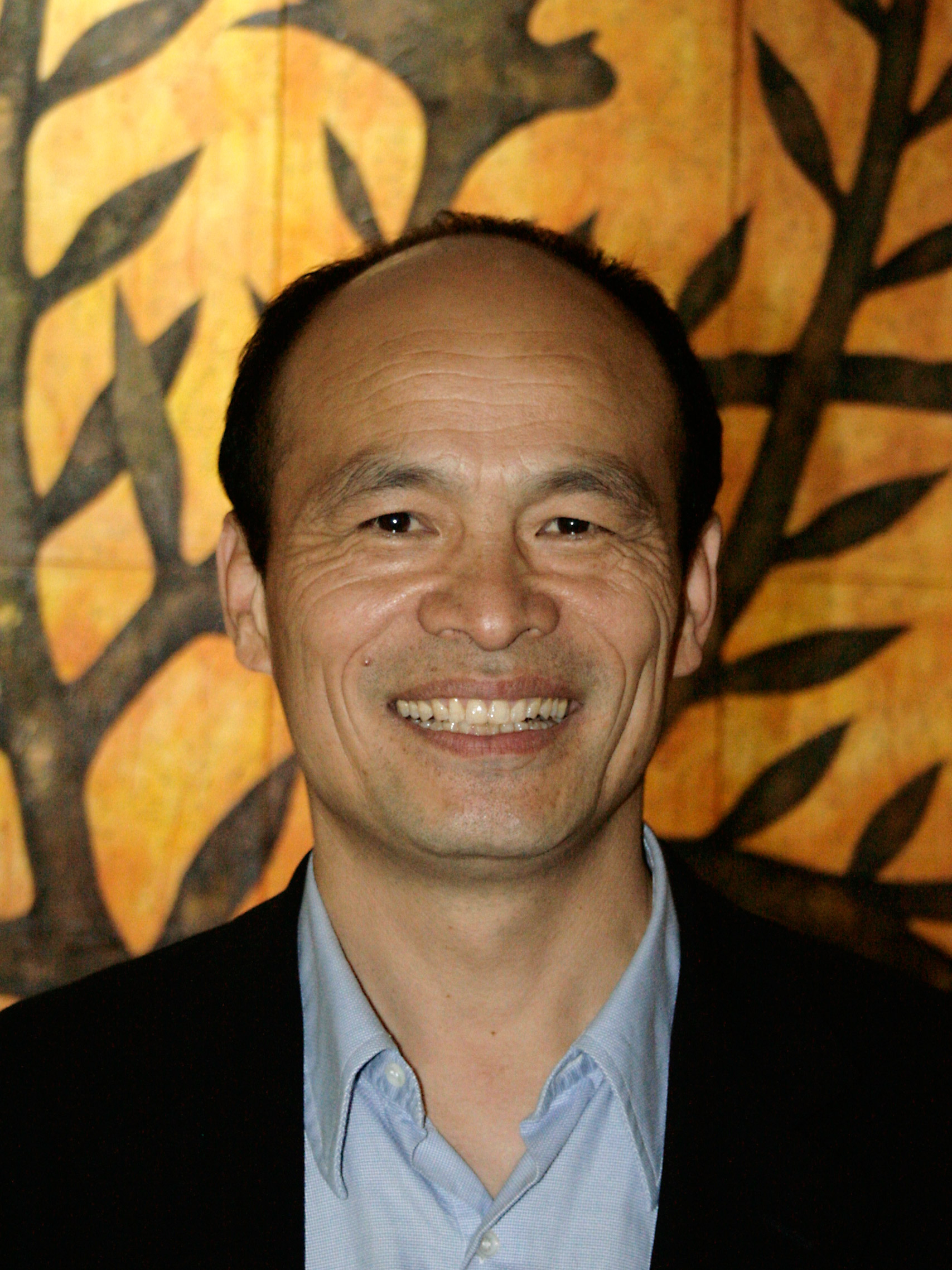
Ren Rong anlässlich der Wiedereröffnung der „Villa Friede“ im Juni 2013

Ren Rong (chinesisch 任戎, Pinyin Rèn Róng, * 1960 in Nanjing) ist ein deutscher Bildender Künstler der Postmoderne chinesischer Herkunft. Er lebt und arbeitet vorwiegend in Bonn sowie in Peking und gilt als einer der international bekanntesten Künstler chinesischer Herkunft der Gegenwart.

## Biographie
Ren Rong wurde 1960 in Nanjing, der Hauptstadt der Provinz Jiangsu, geboren und besuchte dort 1974 bis 1979 die Mittelschule, an der er auch eine künstlerische Ausbildung genoss. 1982 bis 1986 studierte er an der örtlichen Kunstakademie mit den Schwerpunkten Ölmalerei, Tuschmalerei und Druckgrafik im Themenbereich des Sozialistischen Realismus. An der ersten Gemeinschaftsausstellung mit weiteren Nachwuchskünstlern der Provinz nahm er 1985 teil, die erste Einzelausstellung folgte 1986.
Im Zusammenhang mit seiner Heirat mit einer Deutschen siedelte Ren Rong 1986 nach Bonn, der damaligen Hauptstadt der Bundesrepublik Deutschland, um. Die erste Einzelausstellung in Deutschland folgte noch im selben Jahr. 1987 bis 1992 erhielt Ren Rong einen Lehrauftrag am Seminar für Orientalische Sprachen der Universität Bonn. Er unterrichtete dort chinesische Tuschmalerei und Kalligraphie.

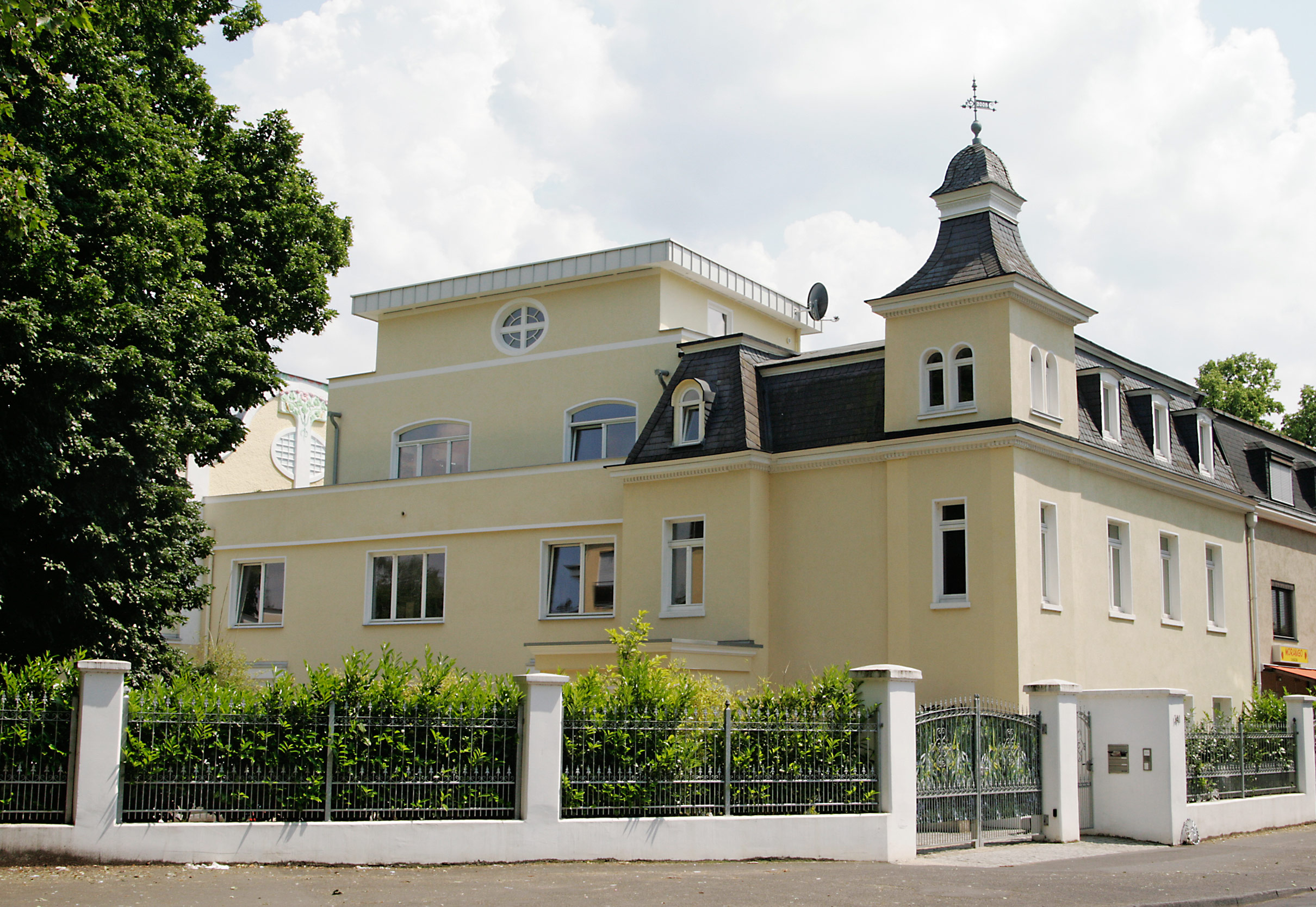
„Villa Friede“, Sicht von der Straßenseite auf Front und Mittelbau, 2013

Parallel betrieb Ren Rong ein Studium der freien Malerei an der Kunstakademie Münster, das er ab 1990 an der Kunstakademie Düsseldorf fortsetzte. Im Jahr 1992 Meisterschüler von Fritz Schwegler, folgten mehrere Stipendien. 1996 organisierte er im Auftrag des Kunstmuseums Bonn und in Zusammenarbeit mit Dieter Ronte die Wanderausstellung China – Malerei der Gegenwart. 2000 erhielt Ren Rong eine Gastprofessur an der Hochschule für Gestaltung Hamburg.
2007 erwarb Ren Rong den als Villa Friede bekannten Gebäudekomplex im Bonner Stadtteil Mehlem, restaurierte ihn teilweise und ließ baufällige Bereiche neu errichten. In Teilen der im Juni 2013 neu eröffneten Villa, in der er auch mit seiner Familie wohnt, wurde ein öffentliches Kunst- und Kulturzentrum eröffnet. Auf einem angrenzenden, unbebauten Grundstück, das zur Botschaft der ehemaligen Republik Jugoslawien gehörte, soll ein Skulpturenpark eingerichtet werden. Aufgrund ungeklärter Besitzverhältnisse in der rechtlichen Nachfolge Jugoslawiens ist ein kurzfristiger Erwerb des Geländes derzeit (2013) noch nicht abzusehen.

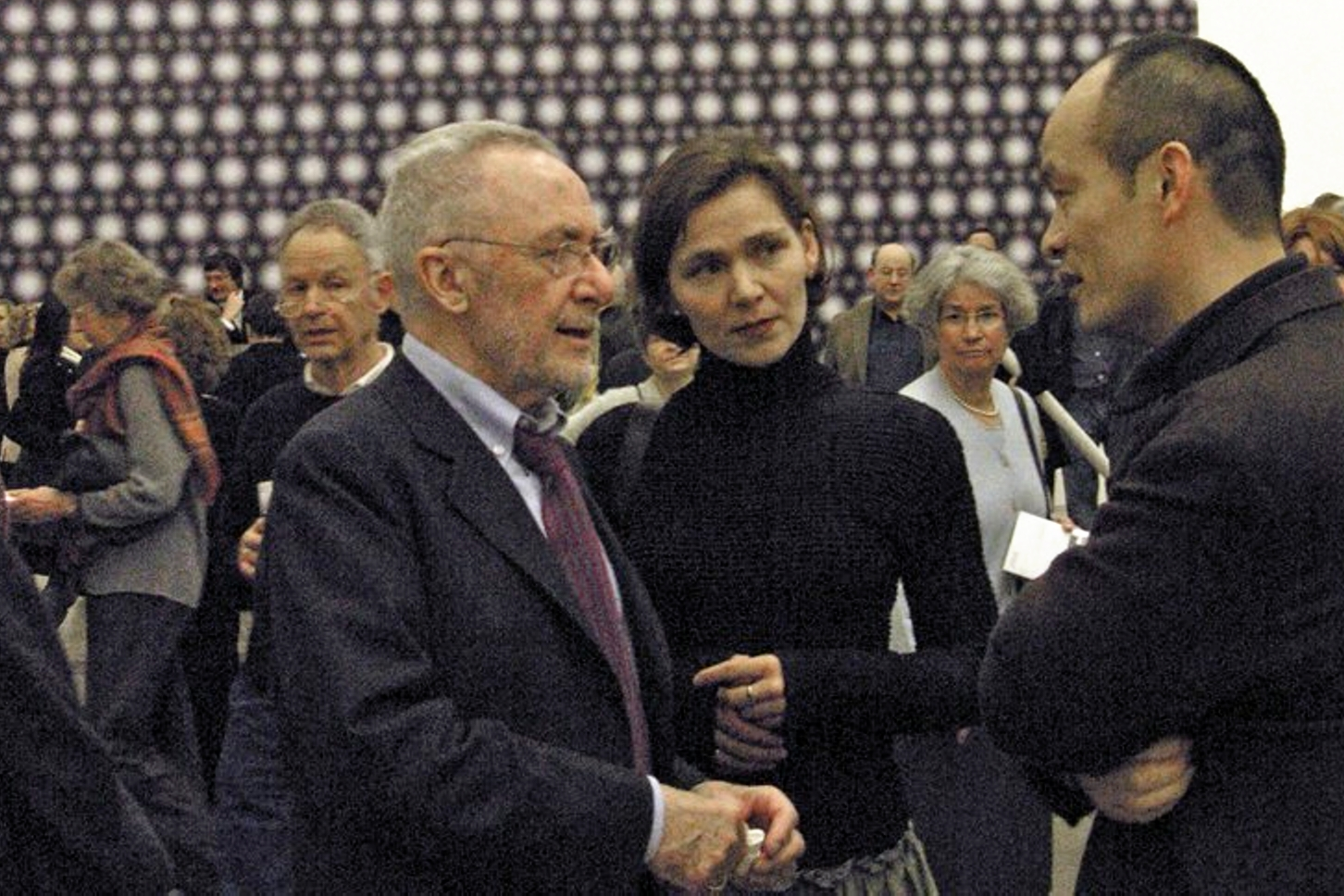
Gerhard Richter mit Gattin im Gespräch mit Ren Rong (2005)

## Werk

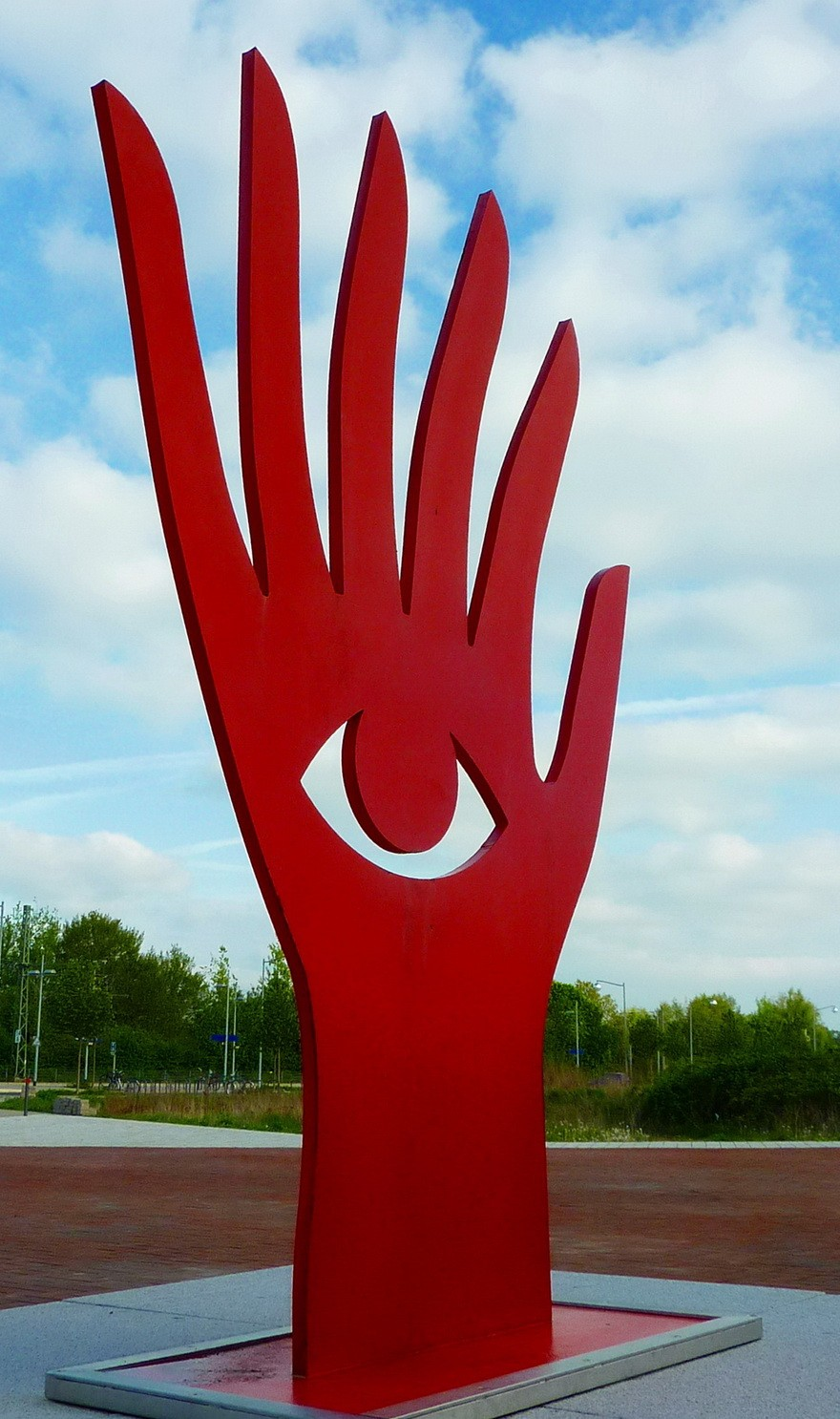
„Augenhand“ auf dem neu gestalteten Kaltenweider Platz in Langenhagen

International bekannt ist Ren Rong durch seine Pflanzenmenschen. Als Stahl- oder Eisenskulptur, glänzend oder rostrot, Holz- oder Scherenschnitt, Aquarell oder Druck, Holz-, Wachs- oder Lackarbeit stehen die abstrakt-konkreten Hybride für unterschiedlichste Aussagen aus dem Themenkreis des menschlichen Lebens. In Verbindung mit privaten Fotografien und Aufnahmen bekannter Politiker (z. B. Mao Zedong) entsteht der Bezug zur gesellschaftlichen Gegenwart.
Der Künstler erläutert dies: „Meine Pflanzenmenschen spielen für mich auf keine Mythologie an. Dafür spiegeln sie um so mehr ganz andere, sprich persönliche Dinge wider, wie zum Beispiel Hoffnung, Wünsche, Ehrgeiz, Lust, Angst, positive Energie und einiges mehr …“
Ferner geht es mir auch um die Beziehung von Natur und Mensch sowie um die Fragen der Ökologie. Somit steht der Pflanzenmensch für mich unter anderem auch für die ideale Verbindung von Mensch und Natur. Ich möchte als Künstler nicht nur im Atelier stehen, sondern ich möchte auch mit Menschen kommunizieren, um mich über die unterschiedlichsten Grenzen hinweg mit diesen auszutauschen. Denn nur der Austausch stößt etwas Neues an.
Frank Günter Zehnder, Einführungsrede anlässlich der Ausstellung „Laßt 100 Blumen blühen“ 2012 im Junkerhaus Simonskall: In seiner Person und seinem Werk begegnet man einem der gelungensten Ost-West-Dialoge. Als global artist lebt und arbeitet er in zwei Kontinenten, Hemisphären und Ländern: in Deutschland und in China. Er war schon der erste Künstler, der sowohl in der Volksrepublik China als auch in Nationalchina (Taiwan) ausstellen konnte. Heute ist er auch Vermittler zwischen der chinesischen und deutschen Kultur, als Kurator organisierte er große Ausstellungen aktueller chinesischer Kunst.
Im Rahmen der Neuerscheinung des Kunstbuches „Ren Rong | Pflanzenmenschen im Schattenspiel“ beschrieb Detlef H. Mache, dass „die Kunst gedankliche und philosophische Brücken zwischen verschiedenen „Welten“ schafft und einen kommunikativen Dialog unserer Zeit bildet. Die Begegnung mit Ren Rongs Werken ist ein Dialog der Kulturen und kann für den Kunstbetrachter eine Rückbesinnung auf die eigene Naturgebundenheit sein. Es verschmelzen Motive und Techniken aus der chinesischen Volkskunsttradition mit Prinzipien der Gegenwartskunst zu einer fruchtbaren Synthese.“
Summe: Die Kunst von Ren Rong behandelt das Leben an sich und erzählt nicht irgendwelche Anekdoten. Sie steht mitten im Lebendigen. Sie ist authentisch und autonom, sie ist total unverwechselbar. Es geht bei seiner Kunst nicht um ferne Themen. Es geht um uns.

## Ausstellungen (Auswahl)
- 1997 Stadtmuseum Siegburg; TZ Galerie, Hongkong
- 1998 Oberbergischer Kunstverein, Gummersbach
- 1999 Städtisches Kunstmuseum Spendhaus, Reutlingen; Schleswig-Holsteinisches Landesmuseum
- 2000 99 Standpunkte, Kunst im öffentlichen Raum in Langenhagen, Kulturstiftung Langenhagen e. V.
- 2000 Kunsthaus Dresden; Taipei Fine Art Museum; Art Beatus Galerie, Vancouver
- 2001 Von der Heydt Museum, Wuppertal; Kunsthalle Erfurt
- 2002 Hong Kong Arts Centre; The Art Museum of China; Millennium Monument, Beijing (China); Hong-Gah Museum, Taipei (Taiwan)
- 2003 First Beijing International Art Biennale; Beijing International Art Biennale; Hexiangning Art Museum, Shenzhen; Kunstmuseum Bayreuth; Nanjing Museum, Nanjing; Soobin Art Gallery, Singapur
- 2004 The Brno House of Art – Central Building, Brünn; Kunsthalle Koblenz; Juming Museum, Taipei; Providence University Art Center, Taichung
- 2005 Beijing International Art Biennale, Peking
- 2006 Georg-Meisterman-Museum Wittlich
- 2007 Märkisches Museum der Stadt Witten; Frank Pages Art Galerie, Baden-Baden
- 2008 Siegerlandmuseum Siegen; Gustav-Lübcke-Museum, Hamm; Mannheimer Kunstverein
- 2008 Kunstraum Gewerbepark-Süd, Hilden, "Pflanzenmenschen"
- 2009 Kloster Bentlage Rheine; Museum der Stadt Ratingen[7]
- 2009 Mao und die 100 Blumen – Pflanzenmenschen, Museum der Stadt Ratingen, Ratingen; Mannheimer Kunstverein, Mannheim
- 2011 Art Gallery Wiesbaden, Wiesbaden
- 2011 Atelier „M“, Pflanzenmenschen im Dialog, Witten[8]
- 2012 Matthias Küper Galleries, Stuttgart; Galerie am Dom Frankfurt, Frankfurt/Main; Lasst 100 Blumen blühen – Aquarelle, Lackbilder und Skulpturen, Galerie am Dom Wetzlar; Junkerhaus Simonskall, Hürtgenwald
- 2013 EvK Galerie „M“, Ein Dialog unserer Zeit mit der Sprache der Kunst, Witten[9]
- 2013 Burkhard Eikelmann Galerie, Düsseldorf[10]
- 2013 Atelier „M“, Pflanzenmenschen im Schattenspiel, Witten[11]
- 2013 Yvonne van Acht & Ren Rong, West-Ost, Mythen & Poesie, Art Galerie 7, Köln
- 2016: Ren Rong - Lasst hunderte Blumen blühen, Osthaus Museum Hagen, weitere Stationen: Museum Angerlehner, White Box Museum of Art (Beijing/China) und United Art Museum (Wuhan/China)
- 2018: Ren Rong | Die Wurzeln der Pflanzenmenschen | Ein Dialog mit der Sprache der Kunst, Robert Koepke Haus, Schwalenberg[12]

## Präsenz in Museen und Sammlungen (Auswahl)
- Hexiangning Art Museum, Shenzhen
- Hong Kong Museum of Art
- Juming Museum, Taipei
- Hong-Gah Museum, Taipei
- Today Art Museum, Peking
- Nanjing Art Museum, Nanjing
- Kunsthalle Dominikanerkirche, Osnabrück
- Museum moderner Kunst – Stiftung Wörlen, Passau
- Museum Kunst Palast, Düsseldorf
- Stadtmuseum Weilburg
- Märkisches Museum der Stadt Witten
- Universitätsmuseum für Bildende Kunst, Marburg

## Kunst im öffentlichen Raum
- "Augenhand" Langenhagen, Kaltenweider Platz[13]
- Zeller Kunstwege[14]

## Auszeichnungen und Preise
- 1993 Jahresstipendium des Kultusministeriums von Schleswig-Holstein
- 1993 Weilburger Förderpreis für Bildende Kunst
- 1994 Stipendium des Landesverbandes Lippe / Stadt Schieder-Schwalenberg